# Széchy (rodbina)
Rodbina Széchy (madž. Széchy, Széchi, Szécsi) znana tudi pod slovenskim imenom Seči je bila starodavna ogrska plemiška rodbina na območju današnjega Prekmurja in ena najpomembnejših madžarskih plemiških družin srednjega in začetka novega veka, čigar predstavniki so med 13. in 16. stoletjem opravljali ugledne državne in dvorne funkcije. Družina se je delila na dve veji - na gornjelendavsko (Széchy de Felsőlindva) in slovaško (Széchy de Rimaszécs).

## Zgodovina
Družina Széchy izvira iz rodu (lat. genus) Balogh, katerega prednik je bil nemški vitez Altmann von Friedberg, ki se je okoli leta 1046 naselil na območju madžarskega kraljestva. Bili so lastniki več gradov in obsežnih posestev, med drugim gradu Gornja Lendava (današnji Grad), gradu Dobra (današnji Neuhaus na Gradiščanskem) in drugih.

## Gradovi v lasti družine
- Grad Gornja Lendava (Slovenija)
- Grad Dobra (Neuhaus na Gradiščanskem, Avstrija)

## Vidnejši predstavniki rodbine
- Nikolaj Széchy (ok. 1320–1387) madžarski palatin (kraljevi namestnik), hrvaški in slavonski ban, veliki župan Železne županije in Bratislavske županije, kraljevi sodnik
- Nikolaj II. Széchy († po 1423) kraljevi zakladnik, veliki župan Železne in Zalske županije, gubernator dioceze Veszprem, kraljičin ključar, vitez zmajegeva reda
- Franc Széchy (padel v bitki pri Nikopolju 28. septembra 1396) severinski ban, veliki župan županije Temes, kraljevi zakladnik
- Dionizij Széchy (ok. 1410–1. februar 1465) prelat, kardinal, esztergomski nadškof, prvi madžarski primat